# Андерссон (лунный кратер)
Кратер Андерссон (лат. Andersson), не путать с кратером Андерсон и кратером М. Андерсон, — небольшой ударный кратер в южной приполярной области на обратной стороне Луны. Название дано в честь шведского астронома Лейфа Эрланда Андерссона (1943—1979) и утверждено Международным астрономическим союзом в 1985 г.

## Описание кратера

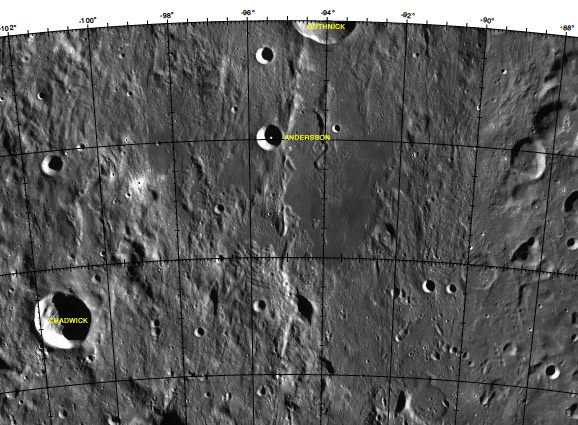
Окрестности кратера Андерссон. Фрагмент карты LAC-135.

Ближайшими соседями кратера являются кратер Ридберг на севере-северо-западе; кратер Гутник на севере-северо-востоке; кратер Аррениус на юге-юго-востоке; кратер Де Руа юге-юго-западе и кратер Чедвик на юго-западе. Селенографические координаты центра кратера 49°57′ ю. ш. 95°28′ з. д. / 49,95° ю. ш. 95,46° з. д., диаметр 13,4 км, глубина 2,1 км.
Кратер имеет чашеобразую форму с небольшим участком плоского дна чаши, поврежден незначительно. Высота вала над окружающей местностью составляет 490 м. Кратер расположен в области невысокого хребта, тянущегося на север.
Кратер расположен у края диска обратной стороны Луны и за счет либрации иногда доступен для наблюдения с Земли.

## Сателлитные кратеры
Отсутствуют.